# Jacques-Marie-Toussaint d'Arras
Jacques-Marie-Toussaint d'Arras, francoski general, * 1881, † 1972.